# Brommella xinganensis
Brommella xinganensis là một loài nhện trong chi Brommella, họ Dictynidae.
Loài này được Shuqiang Li miêu tả năm 2017. Tính từ định danh loài lấy theo tên huyện Hưng An (兴安, Xīngān, Hīngān), nơi thu thập mẫu vật.

## Phân bố
Loài này được tìm thấy ở cao độ 225 m trong hang Nhũ Động Nham (乳洞岩, Rǔdòngyán), 25°34.437′B 110°37.237′Đ / 25,57395°B 110,620617°Đ thuộc địa phận thôn Nhũ Động Nham, huyện Hưng An, địa khu Quế Lâm, Quảng Tây, Trung Quốc.